# Henri Victor Clément Lefort
Pour les articles homonymes, voir Lefort.
Henri Victor Clément Lefort, né le 14 février 1845 à Charleville et mort le 14 septembre 1919 dans le 7e arrondissement de Paris, est un général français.

## Biographie
Fils d'un modeste batelier, Henri Victor Clément Lefort est admis à l'École polytechnique en 1864. À sa sortie, il fait carrière dans l'arme du Génie.
Il épouse en 1869 à Metz Élisabeth Adèle de Brye, fille de Ferréol Clément de Brye et Françoise Adeline Thérèse Charuel.
Lors de la guerre de 1870, il est fait prisonnier de guerre lors de la Bataille de Sedan et est promu capitaine pendant sa captivité en Allemagne. A son retour, il participe à la répression de l'insurrection de Bordeaux en avril 1871.
Chef de bataillon en 1884, il est nommé officier d'ordonnance du Ministre de la Guerre en 1887. L'année suivante, il est affecté au ministère de la Guerre au sein du 1er Bureau (chargé des effectifs), où il est successivement promu lieutenant-colonel en 1889 puis colonel en 1893. Devenu chef de ce service ministériel le 3 janvier 1894, Lefort le quitte pour servir comme chef de corps du 5e régiment du génie le 28 janvier 1896.
Promu général de brigade le 25 mai 1897, il devient gouverneur militaire de la place de Belfort le 10 août 1900.
Nommé général de division le 9 octobre 1903, il prend le commandement du 10e corps d'armée de juin 1906 à mai 1908.
Le général Lefort achève sa carrière en siégeant en qualité de membre du Conseil supérieur de la guerre.
Il est élevé à la dignité de Grand officier de la Légion d'honneur le 30 décembre 1909.